# Лебедев, Стефан Исидорович
Стефа́н (Степа́н) Иси́дорович Ле́бедев (1817—1882) — русский педагог и литературовед. Цензор, действительный статский советник.

## Биография
Родился в 1817 году в семье священника села Куршево Гжатского уезда Смоленской губернии Исидора Павловича Лебедева. Мать — Аксинья Ильинична, урождённая Воинова (дочь священника).
В 1837 году окончил Смоленскую духовную семинарию; затем учился в Санкт-Петербургском педагогическом институте, полный курс которого окончил в 1842 году и был оставлен в нём преподавателем русской словесности. С 1848 года состоял в Главном педагогическом институте адъюнктом русского языка и словесности; в этой должности был утверждён 18 июля 1849 года — после защиты в Санкт-Петербургском университете магистерской диссертации «Историко-критическое рассуждение о степени влияния Польши на язык и на устройство училищ в России» (СПб.: тип. Акад. наук, 1848. — 84 с.). С 5 сентября 1851 года — экстраординарный. Перед закрытием педагогического института в 1859 году был возведён в звание ординарного профессора.
С 1 февраля 1860 года по 1 сентября 1865 был цензором Санкт-Петербургского цензурного комитета; с 1867 года состоял ревизором Учебного комитета при Святейшем Синоде.
С 22 сентября 1862 года состоял в чине действительного статского советника. Был награждён орденами:
- Св. Станислава 2-й ст. (1856)
- Св. Анны 1-й ст. (1859)
- Св. Владимира 3-й ст. (1865)
- Св. Станислава 1-й ст. (1871)
- Св. Анны 1-й ст. (1875).

Им были составлены:
- Опыт руководства в изучении русского слова. Ч. 1. — СПб.: тип. воен.-учеб. заведений, 1846. — [2], IV, [2], 143 с., 5 л. табл.
- О ревизии духовно-учебных заведений Пензенской епархии: [отчет] / [член Учебного при Святейшем синоде комитета, действительный статский советник Стефан Лебедев]. — СПб., 1869. — 95 с.
- Преобразование духовно-учебных заведений в Костроме (1870 года). — [1870]. — 35 с.
- Преобразование духовно-учебных заведений во Пскове (1870 года). — 1871. — 34 с.

Из «любви и признательности к Смоленской семинарии, в которой Степан Исидорович воспитывался, пред своею кончиною завещал особенный капитал на учреждение полной стипендии его имени, а равным образом… пожелал учредить полную стипендию и в епархиальном женском училище».
Умер 16 (28) апреля 1882 года в Пензе; похоронен в Александро-Невской лавре, в «палатке» (небольшой палатке-усыпальнице) Фёдоровской церкви. Здесь же была погребена его жена — Екатерина Михайловна, урожд. Баранова (ум. 05.08.1893).